# Velodyne LiDAR

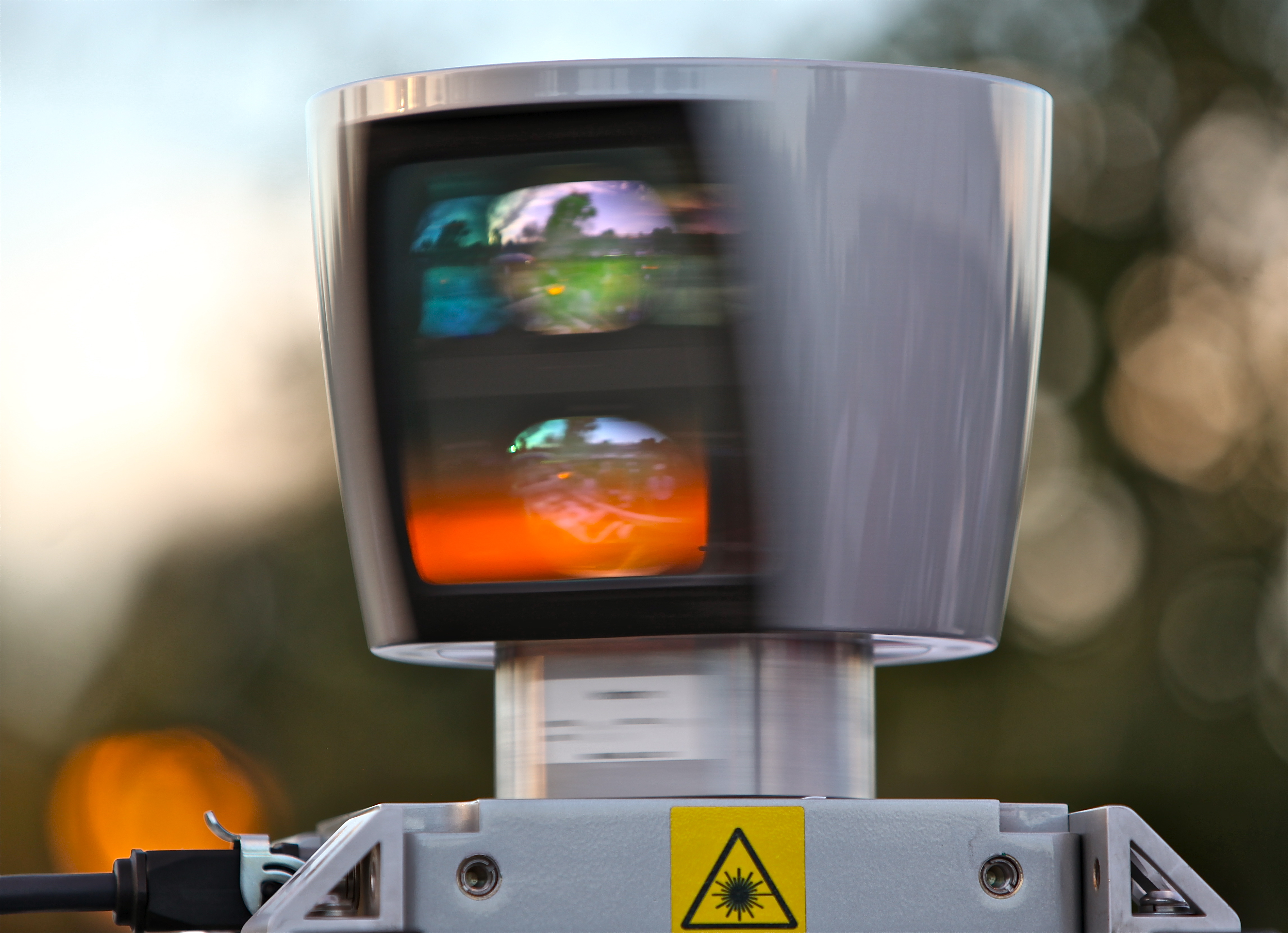
Un sensore Velodyne HDL-64E del 2009

Velodyne LiDAR è un'azienda statunitense nata nel 2016 che ha sviluppato una tecnologia LiDAR dalla esperienza in ambito elettroacustico della casa madre Velodyne Acoustics, fondata nel 1983. Ad agosto 2016, la società lavora con 25 programmi di auto a guida autonoma.

## Modelli
| Nome                               | Puck                            | Puck Lite                       | Puck Hi-Res                     | HDL-32E                           | Ultra Puck   | HDL-64E                             | VLS-128  |
| ---------------------------------- | ------------------------------- | ------------------------------- | ------------------------------- | --------------------------------- | ------------ | ----------------------------------- | -------- |
| Modello                            | VLP-16                          | VLP-16-LW                       | VLP-16-Hi-Res                   | HDL-32E                           | VLP-32C      | HDL-64E                             | VLS-128  |
| Annunciati                         | Nov 2014                        | Feb 2016                        | Sett 2016                       | Nov 2010                          | Apr 2016     | Ago 2007                            | Nov 2017 |
| Canali                             | 16                              | 16                              | 16                              | 32                                | 32           | 64                                  | 128      |
| Intervallo                         | 100 m                           | 100 m                           | 100 m                           | 100 m                             | 200 m        | 120 m                               | 300 m    |
| Accuratezza                        | ±3 cm                           | ±3 cm                           | ±3 cm                           | ±2 cm                             |              | ±2 cm                               |          |
| Campo visivo (Verticale)           | +15.0° to -15.0°                | +15.0° to -15.0°                | +10.0° to -10.0°                | +10.67° to -30.67°                | +15° to -25° | +2.0° to -24.9°                     |          |
| Risoluzione angolare (Verticale)   | 2.0°                            | 2.0°                            | 1.33°                           | 1.33°                             |              | 0.4°                                |          |
| Campo visivo (Orizzontale)         | 360°                            | 360°                            | 360°                            | 360°                              | 360°         | 360°                                | 360°     |
| Risoluzione angolare (Orizzontale) | 0.1° - 0.4°                     | 0.1° - 0.4°                     | 0.1° - 0.4°                     | 0.1° - 0.4°                       |              | 0.08° – 0.35°                       |          |
| Tasso di rotazione                 | 5 – 20 Hz                       | 5 – 20 Hz                       | 5 – 20 Hz                       | 5 – 20 Hz                         |              | 5 – 20 Hz                           |          |
| Punti dato per secondo             | 300.000 (single) 600 000 (dual) | 300.000 (single) 600 000 (dual) | 300.000 (single) 600 000 (dual) | 695 000 (single) 1 390 000 (dual) |              | 1 300 000 (single) 2 200 000 (dual) |          |
| Potenza                            | 8 watt                          | 8 watt                          | 8 watt                          | 12 watt                           |              | 60 watt                             |          |
| Peso                               | 830 g                           | 590 g                           | 830 g                           | 1.0 kg                            |              | 12,7 kg                             |          |
| Diametro                           | 103 mm                          | 103 mm                          | 103 mm                          | 85 mm                             |              | 215 mm                              |          |
| 72 mm                              | 72 mm                           | 72 mm                           | 144 mm                          |                                   | 283 mm       |                                     |          |